# カーロプ空港
ミッティラン空港（丁: Midtjyllands Lufthavn、英: Midtjyllands Airport）は、デンマーク王国中央ユラン地域のヴィボーとヘアニングに所在する軍民共用空港。2017年2月5日にカーロプ空港（丁: Karup Lufthavn、英: Karup Airport）から「ミッティラン空港」へ改名された。空軍基地としては「カーロプ空軍基地（丁: Flyvestation Karup、英: Karup Air Base）」となっている。

## 歴史
飛行場は第二次世界大戦中のドイツ占領下であった1940年からドイツ国防軍によって建設が始まり、1945年の終戦まで「Fliegerhorst Grove」と呼称されていた。開設当初はイギリス本土爆撃のために用いられたが、大戦末期は防空任務に使用された。
飛行場建設にはカーロプの平地とデンマーク鉄道のヘアニング＝ヴィボー線を弾薬・燃料輸送で利用するために選定されている。
戦後は1949年まで難民キャンプとして利用されている。西近郊にあるグローブ難民墓地はその時代を物語っている。
1950年のデンマーク空軍独立後、飛行場には飛行隊が編制され、第725飛行隊（戦闘爆撃）や第729飛行隊（偵察）は1970年から1993年までサーブ 35 ドラケン戦闘機を運用していた。カーロプ基地はデンマーク空軍におけるドラケン戦闘機が最後まで配備されていた飛行場であった。
空港としてはユトランド半島中部と西部選出の政治家の要請により、カーロプとコペンハーゲン間就航便のため建設され1965年11月1日に開港する。
空港所有権についてはヴィボー、レンクービング、ホルステブロー、スキーヴェ、イカスト、カーロプ、ストルーア、スキャーン、レムヴィおよびヘアニング自治体で構成される。その後、デンマーク航空（後のスカンジナビア航空）に対し所有者間で補助金を出し合うことに合意し新規路線が開設する。当初は乗客15人から始まったが毎日運航され路線は成功し、保証の必要はなくなった。それどころか、空港の継続的発展は所有者間の初期投資以外の公的融資なしでも運営出来るようになっていた。
2010年には空港を約35万人の乗客が利用している。空港はノルウェーのキンバー・スターリングの他、いくつかの国内および国際タクシーフライ企業によって管理されている。
空港施設としては、1968年に最初の空港ターミナルが建設される。それまでは管制塔の一部を間借りしていた。1991年に現在のターミナルであるガラスハウスの建設が始まる。新ターミナルの設計はトーステン・リース・アンデルセン社が担当した。2002年にスキャーンとレムヴィ自治体はカーロプ自治体（現在のヴィボー市議会）に所有権を売却した。

## 就航航空会社と就航都市
| 航空会社                           | 就航地                         |
| ---------------------------------- | ------------------------------ |
| デンマーク航空輸送                 | コペンハーゲン 季節運航:ハニア |
| トーマス・クック航空スカンジナビア | 季節運航:アンタルヤ            |

## 配置部隊
- デンマーク陸軍
  - 陸軍司令部（英語版）
- デンマーク空軍
  - 空軍司令部
    - カーロプ・ヘリコプター航空団
      - 第722飛行隊 - EH101 Mk.512
      - 第723飛行隊 - MH-60R
      - 第724飛行隊 - AS.550 C2
      - ベースフライト・カーロプ - T-17
      - カーロプ飛行学校 - T-17
      - 航空機整備中隊
      - 運用支援中隊
      - 兵站支援中隊
      - 予備役中隊

    - 航空管制団
      - カーロプ管理通報センター
      - 機動航空管制センター
      - 統合データリンク運用センター

    - 作戦支援団
      - 戦術支援中隊
      - 基地防護中隊
      - 任務支援中隊
      - 航空団予備役中隊

    - 空軍訓練センター